# Animal Liberation Orchestra
Animal Liberation Orchestra (även känd som ALO) är en musikgrupp med skivkontrakt på Jack Johnsons skivbolag Brushfire Records. De har släppt två studioalbum. De har också släppt flera EP:s och oberoende album, inklusive Time Expander.

## Medlemmar
- Zach Gill – keyboard, sång
- Steve Adams – basgitarr, sång
- David Brogan – trummor, sång
- Dan Lebowitz – gitarr, sång

## Diskografi
Studioalbum
- 1998 – ALO vs. LAG
- 1999 – One Size Fits All Soundtrack
- 2002 – Time Expander
- 2005 – Fly Between Falls
- 2007 – Roses & Clover
- 2010 – Man of the World
- 2012 – Sounds Like This

Samlingsalbum
- 2006 – A Brokedown Melody Soundtrack
- 2006 – Brushfire Records Winter 2006
- 2007 – Endless Highway: A Tribute to The Band
- 2007 – Thank You. Goodnight. Live Tracks from Bonnaroo & Vegoose
- 2009 – This Warm December: A Brushfire Holiday Vol. 1
- 2010 – One Percent For The Planet, The Music Vol. 1
- 2011 – This Warm December: A Brushfire Holiday Vol. 2